# DisneyToon Studios
DisneyToon Studios (originalment Disney MovieToons, i també anomenada Disney Movies Premiere) és un estudi d'animació estatunidenc que forma part de The Walt Disney Company. És productor de pel·lícules direct-to-video d'animació. Són els encarregats de films com Tinker Bell i Planes (2013). L'estudi fou originalment creat com una divisió de Walt Disney Australia, un de diversos estudis satèl·lits de Walt Disney Television Animation creador de programes com Quack Pack, Chip’n Dale Rescue Rangers, Goof Troop i Boonker, amb el temps va esdevenir el productor principal de moltes sèries de Disney. L'estudi Walt Disney Animation Australia fou tancat l'octubre de 2006; les instal·lacions de post i preproducció segueixen en funcionament dins el lot principal de Disney, ubicat a Burbank, Califòrnia, EUA.

## Història

### Antecedents
Walt Disney Animation Australia havia treballat en sèries de televisió de Disney des de la seva obertura en 1988. A Àsia, Disney feia contractes amb empreses com TMS Entertainment, Cuckoo’s Nest Studio i Wang Film Productions de Taiwan, i així Walt Disney Television Animation va començar a establir els seus propis estudis estrangers satèl·lits a finals de la dècada de 1980.
A més de Walt Disney Animation Australia, la companyia va crear Walt Disney Animation Japan i Walt Disney Animation France. Disney feia una part de les seves animacions als estudis satèl·lits i l'altra part a la seva seu principal a Califòrnia.

### Disney MovieToons
La primera producció destacada fou al 1990 amb Ducktales, The Movie: Treasure of the Lost Lamp amb l'animació de Walt Disney Animation França. Disney Television Animation va contractar una directora de promocions especials, Sharon Morrill, el 1993. En aquesta etapa s'iniciaria sota el nom de Disney MovieToons. El 1994, l'estudi de França fou absorbit per Walt Disney Feature Animation que tot seguit començà a treballar en A Goofy Movie. Al mateix temps, Disney va començar a produir pel·lícules directes per a vídeo, començant per la seqüela de la pel·lícula Aladdín del 1992, amb The return of Jafar (1994). Amb el treball entregat a les unitats d'animació australianes i japoneses, aquesta producció permeté les futures produccions de pel·lícules directes en vídeo. Així, amb The return of Jafar i el seu èxit en vendes, la unitat de directe a vídeo començà. A continuació es va crear una segona seqüela, Aladdin and the king of thieves al 1996, assignant el treball a les mateixes unitats de la pel·lícula anterior. Morrill s'encarregava de les pel·lícules en promoció de Disney Video Premiere, fet que va permetre l'ampliació del mercat de la televisió digital, i el que era més important per a Disney, així els estudis de Disney a l'estranger estaven augmentant assignacions a aquestes funcions. Morill fou ascendida a vicepresidenta de la unitat de directe a vídeo el novembre de 1997. El grup Disney Television, rere la sortida del seu president Dean Valentine, el setembre de 1997, es va dividir en dues unitats: Walt Disney Television (WDT) i Walt Disney Television Network (WDNT), al càrrec de Joe Roth. WDT estaria encapçalada per Charles Hirschhorn com a president i consta de Disney Telefilms i Disney TV animation group incloent Disney MovieToons i Disney Video Premiere. La unitat donà a conèixer un curt el 1997, Redux riding hood, que sota el nom de Walt Disney Television Animation (WDTA) fou nominada per a un Premi de l'Acadamia el 1998. Més seqüueles de pel·lícules directes a vídeo seguiren, entre elles: 
- The Beauty and The Beast: The Enchanted Christmas (1997)
- Pocahontas II: Journey to a New World (1998)
- The Lion King II: Simba’s Pride (1998)
- Cinderella II: Dreams come true (2002)

L'abril del 1998, MovieToons s'uneix amb Disney Video Premiere i especials de televisió de la xarxa de Disney TV Animation com Morill va ser ascendit a vicepresident executiu sobre la seva unitat existent de les pel·lícules d'estrena en video de Disney (Disney Video Premiere), especials de televisió de la xarxa i Movietoons.

### DisneyToon Studios
El gener de 2003 la reorganització de Disney, Disney MovieToons/Disney Video Premieres fou traslladada de Walt Disney Television Animation a Walt Disney Feature Animation i es reanomenà DisneyToon Studios (DTS) al juny. El mateix any l'estudi d'Australia esdevingué en l'eix principal de producció de la nova divisió de DisneyToon Studios, després dels tancaments dels estudis Disney Studio França, Florida i Japó en 2004.
El març de 2005, Sharon Morill, es ascendida a presidenta de DisneyToon. El 25 de juliol de 2005, Disney anuncia que tancaria Walt Disney Animation Australia l'octubre de 2006, després de 17 anys d'existència. El tancament es va atribuir als grans costos de producció d'animació a Australia. DisneyToon Studio va continuar produint, però. A la dècada dels 2000, DisneyToon es va unir a Disney Consumer Products (DCO) com a soci conglomerat intern de vídeo de Disney en el desenvolupament de les noves franquícies de Disney, en aquell moment només constaven de les Princeses de Disney i Disney Fades. Mentre que DCP va mirar altres franquícies potencials, DTS veia els set nans com una franquícia orientada als nois per a contrarestar les Fades orientades a noies per l'any 2005.
John Lasseter s'uneix a Disney que, després de la compra de Pixar, va deixar clar que no li agradava DisneyToon, ja que debilitava el valor dels llargmetratges d'animació amb seqüeles i preqüeles. Arran de les complicacions relacionades amb la producció de Tinker Bell (2008), la primera pel·lícula de la franquícia de fades de DCP, conduïren la discussió sobre l'enfocament de la divisió. Per tant, Sharon Morill, presidenta de l'estudi, es va traslladar a una nova posició a l'empresa. El 22 de juny de 2007, la gestió dels estudis de DisneyToon fou entregat al control d'Alan Bergman, president de Disney Studios, amb l'aportació d'Ed Catmull i Lasseter.
Com a director creatiu, Lasseter demanà la cancel·lació de totes les pel·lícules futures en producció o desenvolupament de DisneyToon Studios. Com a resultat, les planificacions en curs de continuacions de Chicken Little, Meet The Robinsons i The Aristocats es van cancel·lar, juntament amb altres projectes. L'animació de Tinker Bell fou rebutjada i es va reiniciar mentre que dos projectes de DCP formats es cancel·laren, entre els projectes estaven, The Seven Dwarfs i la línia de Disney Princess Enchanted Tales després del primer DVD. El llançament de The Mermaid 3 va quedar en suspens. El president de Disney Studios, Alan Bergman, va agafar la supervisió de l'operació diària de DTS. D'aquesta manera DTS estava fora de la producció de seqüeles i preqüeles amb què originalment indicà que la divisió donaria suport a diverses franquícies de Playhouse Disney en directe a vídeos casolans.
Meredith Roberts es transfereix a través de Disney TV Animation per encapçalar la divisió com a vicepresidenta sènior i directora general el gener de 2008. En la inauguració de la línia d'animació caracteritzada per Disney a l'abril del mateix any, s'anuncià que els estudis de DisneyToon ja no produirien més seqüeles de les pel·lícules de Disney, però se centrarien en els spin-offs i pel·lícules originals. A més, la divisió fou qui baixà la bandera del famós estudi Feature Animation (actual Walt Disney Animation Studios) dirigida per Catmull i Lasseter

## Llargmetratges animats de DisneyToon Studios
- DuckTales the Movie: Treasure of the Lost Lamp  (1990)
- The Return of Jafar  (1994)
- A Goofy Movie  (1995)
- Aladdin and the King of Thieves  (1996)
- Pooh's Grand Adventure: The Search of Christopher Robin  (1997)
- Beauty and the Beast: The Enchanted Christmas  (1997)
- Beauty and the Beast: Belle's Magical Worlkd  (1998)
- Pocahontas II: Journey to a New World (1998)
- The Lion King II: Simba's Pride (1998)
- Mickey's Once Upon a Christmas  (1999)
- Seasons of Giving  (1999)
- The Tigger Movie  (2000)
- Snow White and the Seven Dwarfs 2  (2000)
- An Extremely Goofy Movie (2000)
- The Little Mermaid II: Return of the Sea  (2000)
- Lady and the Tramp II: Scamp's Adventure  (2001)
- Return of Neve Land  (2002)
- Cinderella II: Dreams Come True  (2002)
- The Hunckback of Notre Dame II  (2002)
- A Very Merry Pooh Year  (2002)
- 101 Dalmatians II: Patch's London Adventure  (2003)
- The Jungle Book 2  (2003)
- Piglet's Big Movie  (2003)
- Atlantis: Milo's Return  (2003)
- The Lion King 1½  (2004)
- Springtime with Roo  (2004)
- Mikey, Donald, Goofy: The Three Musketeers  (2004)
- Mickey's Twice Upon a Christmas  (2004)
- Mulan II  (2005)
- Pooh's Heffalump Movie  (2005)
- Tarzan II  (2005)
- Lilo & Stitch 2: Stitch Has a Glitch  (2005)
- Pooh's Heffalump Halloween Movie  (2005)
- Kronk's New Groove  (2005)
- Bambi II  (2006)
- Brother Bear 2  (2006)
- The Fox and the Hound 2  (2006)
- Cinderella III: A Twist in Time  (2007)
- Disney Princess Enchanted Tales: Follow Your Dreams  (2007)
- The Little Mermaid: Ariel's Beginning  (2008)
- Tinker Bell  (2008)
- Tinker Bell and the Lost Treasure  (2009)
- Tinker Bell and the Great Fairy Rescue  (2010)
- Secret of the Wings  (2012)
- Planes  (2013)
- The Pirate Fairy  (2014)
- Planes: Fire & Rescue  (2014)
- Tinker Bell and the Legend of the NeverBeast  (2014)
- Tangled: Before After  (2017)

## Curtmetratges animats de DisneyToon Studio
- Redux Riding Hood  (1997)
- The Three Little Pigs  (1998)
- The Cat That Looked at a King  (2004)
- Pixie Hollow Games  (2011)
- Pixie Hollow Bake Off  (2013)
- Vitaminamulch: Air Spectacular  (2014)

## Membres actuals de DisneyToonStudios[Quan?]
- Peggy Holmes
- Mark Dindal
- Belinda Hsu
- Bill Perkins
- Meredith Roberts
- Klay Hall
- Krystle Parabot
- Dan Molina
- Steve Loter
- Bobs Gannaway
- Traci Balthazor-Flynn
- Ferrell Barron
- Nica Tahsequah
- Jason Henkel
- Michael Wigert
- Doug Ikeler